# コックと泥棒、その妻と愛人
『コックと泥棒、その妻と愛人』（コックとどろぼう、そのつまとあいじん The Cook, the Thief, His Wife & Her Lover）は、1989年製作のイギリス・フランス合作映画である。ピーター・グリーナウェイ監督・脚本。

## 概要
ある高級フレンチ・レストランを舞台に、その店の常連である泥棒とその妻、妻の愛人である学者などの、欲望渦巻く人間関係を描く。
印象的な悪役・アルバートを演じるのは、後にハリー・ポッターシリーズでアルバス・ダンブルドアを演じるマイケル・ガンボン。
衣装はジャン＝ポール・ゴルチエが、料理はイタリア人シェフのジョルジオ・ロカテッリが手がけている。
ピーター・グリーナウェイは映画ごとに違うコンセプトや素材や装置にこだわるが、この映画においては色彩をモチーフとして選択し、部屋やシーンが変わるたびに赤、青、黄、緑とセットや衣装の色が丸ごと変わっていく趣向になっている。

## ストーリー
大泥棒のアルバートは、今夜も自らが経営するフレンチ・レストラン"ル・オランデ"(Le Hollandais)を訪れていた。グルメを気取っているものの味が分からず、この上なく身勝手で誰彼構わず粗暴な振る舞いをするため、フランス人シェフのリチャードはアルバートを嫌っていたものの、恐れから追い出すことはなかった。
アルバートの妻ジョジーナは夫から虐待されており、彼女も夫を恐れていた。やがてジョジーナはレストランの常連である本屋で学者のマイケルに惹かれるようになり、二人はリチャードの計らいもあって、レストランの厨房で逢引するようになる。しかし、やがて二人の関係はアルバートにばれてしまい、悲劇的な結果を迎える。
悲嘆にくれるジョジーナは、リチャードに助力を請い、アルバートにあるおぞましい方法で復讐を遂げるのだった。

## キャスト
※括弧内は日本語吹替
- リチャード - リシャール・ボーランジェ（谷昌樹）： シェフ。
- アルバート・スピカ - マイケル・ガンボン（壤晴彦）： 泥棒団の頭目。
- ジョジーナ・スピカ - ヘレン・ミレン（滝沢久美子）： アルバートの妻。
- ミッチェル - ティム・ロス（桐本琢也）： アルバートの手下。
- マイケル - アラン・ハワード（伊藤和晃）： レストランの客・学者。
- コリー - キアラン・ハインズ： アルバートの仲間。